# 1969 en Bretagne
 Chronologie de la Bretagne
- 1965
- 1966
- 1967
- 1968
- 1969
- 1970
- 1971
- 1972
- 1973

Cette page recense des événements qui se sont produits durant l'année 1969 en Bretagne.

## Société

### Éducation
- 27 mars : décret ministériel instaurant la mise en place de l'Université de Bretagne occidentale à Brest[1].

### Naissance
- 3 octobre à Brest : Vincent Cuvellier, écrivain français. Il vit à Bruxelles.

## Politique

### Vie politique
- 2 février :  Discours de Quimper du Général de Gaulle, dernier discours en tant que Président de la République française. Il annonce la tenue d'un référendum portant sur la régionalisation ainsi que le Plan routier breton visant à désenclaver la Bretagne par la création de voies express reliant les principales villes de la région entre elles.

## Économie
- Création du parc naturel régional d'Armorique.